# Lesław Maleszka
Lesław Maleszka (Leszek Maleszka) (ur. 15 listopada 1952 w Zakopanem) – polski bibliotekarz, dziennikarz, działacz opozycji w PRL, tajny współpracownik Służby Bezpieczeństwa o pseudonimach „Ketman”, „Return”, „Tomek”, „Zbyszek”.

## Życiorys
Syn Edmunda, mąż Barbary.

### Wykształcenie i praca zawodowa
W 1977 ukończył studia na Wydziale Polonistyki Uniwersytetu Jagiellońskiego. Od 1977 do 1980 i od 1982 do 1984 pracował w Bibliotece Jagiellońskiej. Następnie był redaktorem m.in. „Indeksu” i „Wiadomości Tarnowskich”. Od 1984 do 1990 był wychowawcą w Pogotowiu Opiekuńczym w Krakowie. Od 1987 do 1989 redagował pismo „Bez dekretu”, a od 1988 do 1990 „Nowohucki Biuletyn Solidarności”.
W 1989 współtworzył krakowski oddział „Gazety Wyborczej”. W 1990 podjął pracę w redakcji „Czasu”, a następnie był zastępcą redaktora naczelnego „Gazety Krakowskiej”. Od 1994 do 2007 ponownie pracował w „Gazecie Wyborczej”.

### Działalność opozycyjna w PRL
Od 1976 współpracował z Komitetem Obrony Robotników. Z Bronisławem Wildsteinem był inicjatorem założenia Studenckiego Komitetu Solidarności w Krakowie po śmierci Stanisława Pyjasa w 1977. Od 1980 współpracował z NSZZ „Solidarność”. Pisał w podziemnych pismach. W stanie wojennym został internowany na okres od stycznia do czerwca 1982.

### Współpraca z SB
W swych publikacjach wielokrotnie wypowiadał się krytycznie na temat lustracji. W 2001 został ujawniony jako „tajny współpracownik” przez swojego przyjaciela z okresu działalności opozycyjnej Bronisława Wildsteina. 6 listopada 2001 w „Rzeczpospolitej” ukazał się list otwarty działaczy krakowskiego SKS-u oskarżający Lesława Maleszkę o współpracę ze Służbą Bezpieczeństwa PRL. W odpowiedzi 7 listopada zastępca redaktora naczelnego „Tygodnika Powszechnego” i były minister spraw wewnętrznych Krzysztof Kozłowski oskarżył działaczy SKS-u o nierzetelność oraz podważył wiarygodność materiałów SB. Tego samego dnia Lesław Maleszka przyznał, że był tajnym współpracownikiem o pseudonimie „Ketman”. 13 listopada w „Gazecie Wyborczej” ukazał się jego tekst pod tytułem „Byłem Ketmanem”.
Według Instytutu Pamięci Narodowej współpraca Lesława Maleszki miała o wiele bardziej rozległy i dobrowolny charakter niż on sam przyznał. Lesław Maleszka współpracował pod kilkoma pseudonimami, samodzielnie sugerując Służbie Bezpieczeństwa przyjęcie ostrzejszej polityki względem działaczy opozycji. Donosił nawet wyższej rangi funkcjonariuszom SB na oficerów prowadzących, którzy nie wcielali w życie jego sugestii. Dzięki pomocy SB dostał pracę w Bibliotece Jagiellońskiej oraz zdobył przydział na mieszkanie na osiedlu Azory w Krakowie. Za donosy otrzymywał od SB regularne kwoty. Znajdował się wśród najlepiej opłacanych agentów w Polsce.
Telewizja TVN zrealizowała film dokumentalny autorstwa Ewy Stankiewicz i Anny Ferens pt. „Trzech kumpli”, przedstawiający historię śmierci Stanisława Pyjasa oraz jego przyjaźni z Bronisławem Wildsteinem i Lesławem Maleszką. W filmie przedstawiona jest scena, w której Maleszka przez telefon redaguje artykuł w „Gazecie Wyborczej”, polecając osobie w redakcji między innymi, by zmieniła lid tekstu. Jarosław Kurski, pierwszy zastępca redaktora naczelnego „Gazety Wyborczej”, stanowczo zaprzeczył, aby Maleszka faktycznie miał wpływ na linię redakcyjną pisma: „Maleszka – w sposób całkowicie moim zdaniem nieuprawniony, z wdziękiem typowym dla perfekcyjnego agenta – przedstawił się jako osoba, która ma wpływ na linię redakcyjną pisma, co nie jest absolutnie prawdą, co było nadużyciem i właśnie dlatego spotkałem się z Maleszką, dałem mu szansę złożenia dymisji, z czego on skorzystał” – powiedział Kurski.
Trzy dni przed emisją filmu, 20 czerwca 2008, „Gazeta Wyborcza”, według kierownictwa redakcji na prośbę Maleszki, rozwiązała z nim umowę o pracę. Jednak żona Maleszki zaprzeczyła, by inicjatywa zakończenia współpracy wyszła od niego.
Według kierownictwa gazety w latach 2001–2008 Maleszka nie publikował artykułów, a jedynie wykonywał prace pomocnicze (adiustacja tekstów). Decyzję o utrzymaniu zatrudnienia Maleszki podjęto wyłącznie ze względów „humanitarnych i socjalnych”. Według byłego przełożonego Maleszki, Aleksandra Kaczorowskiego, w rzeczywistości opublikował jeszcze co najmniej jeden tekst w „Gazecie Wyborczej”, recenzję książki „Niemiecka pamięć” (2002-05-31), podpisując go pseudonimem „Elem” (od swoich inicjałów). Przestał publikować dopiero po tym, jak Bronisław Wildstein ujawnił materiały dokumentujące bardzo aktywną współpracę Maleszki z SB. Kaczorowski, by wyrazić protest, w czerwcu 2002 odszedł z redakcji Wyborczej.